# مجلس طب الأسنان الوطني في كندا
المجلس الوطني لطب الأسنان في كند (NDEB)، هي المنظمة المسؤولة عن منح الموافقة لأطباء الأسنان لممارسة مهنة طبيب أسنان في كندا. مقرها في أوتاوا.
المعهد الوطني للأسنان هو المسؤول عن وضع الشروط المؤهلة لمعيار وطني من الكفاءة للممارسين العامين، ولأختبار هذا المعيار الوطني من الكفاءة وإصدار شهادات لأطباء الأسنان الذين يستوفون بنجاح هذا المعيار الوطني، بالتعاون مع الكلية الملكية لأطباء الأسنان في كندا، هو أيضا مسؤول عن وضع الشروط المؤهلة للحصول على شهادة وطنية قياسية واحدة لتخصصات طب الأسنان.

## التاريخ
في عام 1906 تحت رعاية الجمعية الكندية لطب الأسنان (CDA) تم تشكيل مجلس دومينيون لطب الأسنان لإجراء امتحانات كتابية وطنية، والتي من شأنها إكمالها بنجاح أن يمنح المرشح شهادة مجلس دومينيون لطب الأسنان. ويمكن بعد ذلك تقديم الشهادة الوطنية إلى السلطات التنظيمية لطب الأسنان في المقاطعات كدليل على قدرة المرشح على تلبية معيار وطني أساسي من الكفاءة. تم إعداد بعض الدراسات العليا لمنح تراخيص للممارسة على أساس الشهادة، ومع ذلك، اختار آخرون قبول الشهادة كقاعدة أكاديمية فقط وطلبوا من المرشح اجتياز الاختبارات العملية الإقليمية بالإضافة إلى ذلك.
أثبت مجلس طب الأسنان دومينيون أنه غير فعال إلى حد ما. تغيير الاسم إلى مجلس طب الأسنان في كندا في عام 1950 جنبا إلى جنب مع محاولات لتحسين كفاءة آلية الفحص لا تزال تفشل في جذب دعم قوي.كان هذا على الرغم من حقيقة أن سلطة دارفور الإقليمية وافقت على المفهوم العام. لقد أشاروا إلى رغبتهم في التحرر من اختبارات الترخيص الإقليمية، بشرط أن يتم إدخال نظام فحص وطني قوي ومختص، يمكن أن يدعموه.
في العام التالي (1951) شجعت هيئة تنمية المجتمع الدول العشر على الاجتماع في محاولة لوضع خطة مرضية لمجلس امتحانات وطني. وكان الغرض منه هو توفير مرفق يمكن من خلاله لأعضاء المهنة أن يصبحوا مؤهلين، على أساس وطني، للتقدم بطلب للحصول على امتيازات الممارسة في المقاطعة التي يختارونها. وأسفر هذا الاجتماع عن تأسيس مجلس طب الأسنان الوطني في كندا (NDEB) في عام 1952 بموجب قانون صادر عن البرلمان الكندي. تم دعم القانون من قبل جميع السلطات التنظيمية العشرة ومن قبل هيئة تنمية المجتمع ويستمر هذا الدعم حتى اليوم.
منذ عام 1952، أصدر المعهد الوطني للأسنان 21907 شهادات.

## الهيكل
يتكون مجلس طب الأسنان الوطني في كندا من اثني عشر عضوا. تعين كل سلطة طب الأسنان عضوا واحدا ويتم تعيين عضوين من قبل لجنة اعتماد طب الأسنان في كندا.
في عام 1994، عين المجلس ممثلين عن الكلية الملكية لأطباء الأسنان من كندا، ولجنة اعتماد طب الأسنان الكندية، والجمعية الكندية لطب الأسنان، ولجنة شؤون الطلاب التابعة لهيئة تنمية المجتمع كمراقبين رسميين. وفي عام 2004، عين المجلس ممثلا عن الاتحاد الكندي لسلطات تنظيم طب الأسنان كمراقب رسمي وعين ممثلا عاما.
تجتمع اللجنة التنفيذية للمجلس، المكونة من الرئيس والرئيس المنتخب والرئيس السابق وعضوين آخرين، مرتين أو ثلاث مرات في السنة. يجتمع المجلس الكامل سنويا. ولدى المعهد أيضا لجان دائمة تعنى بالامتحانات والطعون والشؤون المالية واللوائح الداخلية.
يعين المعهد الوطني للإحصاء الوطني كبير الفاحصين للامتحانات. يتم تعيين الممتحنين من قبل المجلس من القوائم المقدمة من قبل سلطة الطيران المدني والقوائم المقدمة من عمداء كليات طب الأسنان الكندية. و المعهد الوطني للأسنان هي منظمة غير ربحية مدعومة ماليا من الرسوم المفروضة على المرشحين للحصول على شهادة الامتحان.

## شهادة
قبل عام 1971، كان مطلوبا من خريج برنامج طب الأسنان الجامعي في كندا لإكمال امتحان المجلس الوطني بنجاح من أجل أن تكون شهادته معتمدة. تم تغيير هذه السياسة في عام 1971، عندما قرر المعهد الوطني لطب الأسنان الاعتراف بالامتحانات والتقييم التي تديرها كليات طب الأسنان الكندية وإصدار شهادات للخريجين الحاليين من هذه الكليات دون مزيد من الفحص. تم تحديد شروط اعتماد الخريجين الحاليين في هذا الوقت ليكون التطبيق المناسب والتخرج من برنامج طب الأسنان الجامعي المعتمد من قبل لجنة اعتماد طب الأسنان في كندا.
يشارك المعهد الوطني للاعتماد، من خلال ممثليه في لجنة اعتماد طب الأسنان في كندا وأحد المعينين في كل فريق مسح لبرنامج البكالوريوس بنشاط في عملية الاعتماد. بالإضافة إلى ذلك، يقدم المعهد الوطني لطب الأسنان منحة سنوية إلى اللجنة ليتم تطبيقها على تكاليف اعتماد برامج طب الأسنان الجامعية في كندا والولايات المتحدة.
في عام 1988 تم التعبير عن القلق من قبل العديد من السلطات التنظيمية حول صحة إنشاء الكفاءة السريرية فقط عن طريق الاعتماد. وزاد من حدة هذا القلق تمديد دورة الاعتماد من خمس إلى سبع سنوات. لذلك، أنشأ المعهد الوطني للإحصاء في عام 1989 لجنة "لاستكشاف ما إذا كان منح الشهادة على أساس الاعتماد وحده لا يزال مقبولا." وقدمت هذه اللجنة (CRC) تقريرها في الاجتماع السنوي لعام 1990. وذكر التقرير أن الاعتماد القائم على الاعتماد وحده لم يعد مقبولا، وهو استنتاج تم دعمه بشكل أكبر في تقرير باركر.
ونتيجة لذلك، أذن المعهد بمشروعين رائدين استحدثا واختبرا استخدام الفاحصين/المراقبين الخارجيين في المعهد. في عام 1991 تضمن هذا جامعة كولومبيا البريطانية، جامعة مونتريال وجامعة تورنتو. في عام 1992، جامعات ألبرتا، مانيتوبا، ماكجيل، غرب أونتاريو وشاركت لونيفرسيت دي مونترال في هذا المشروع التجريبي. واعتبر المعهد الوطني للتنمية الزراعية المشاريع التجريبية مرضية للغاية. في عام 1993، استندت شهادة خريجي كليات طب الأسنان الكندية المعتمدة إلى المتطلبات الحالية وتقرير ناجح عن مشاركة الكليات في نظام الممتحنين الخارجيين.
في عام 1994، بناء على طلب من سلطة الطيران المدني، تخلى المعهد الوطني للإحصاء عن نظام الفاحص الخارجي وطلب من الخريجين الكنديين اجتياز الامتحان التحريري. والتزم المعهد الوطني للدراسات السريرية بوضع وتنفيذ فحص سريري منظم موضوعي (OSCE).
نتيجة للتغييرات التي تم اعتمادها في الاجتماع السنوي لعام 1993، في عام 1995 وما بعده، طلب من خريجي برامج طب الأسنان المعتمدة من قبل لجنة اعتماد طب الأسنان في كندا اجتياز كل من الامتحان التحريري المجلس الوطني والفحص السريري المنظم الهدف المجلس الوطني (OSCE) من أجل أن تكون شهادته معتمدة.
في عامي 1995 و 1996، أجريت عملية تشاور مكثفة وطويلة مع السلطات الإدارية، ولجنة اعتماد طب الأسنان في كندا، ورابطة كليات طب الأسنان الكندية (CDAC)، والرابطة الأمريكية لكليات طب الأسنان (ACFD)، ولجنة اعتماد طب الأسنان في كندا (AADS) والجمعية الأمريكية لطب الأسنان (ADA) عقدت. ونتيجة لذلك، قدم إشعار اقتراح إلى الاجتماع السنوي لعام 1995 من شأنه أن يغير بشكل كبير عملية التصديق التي يقوم بها المجلس. وقد عمم هذا الإشعار على الجماعات المعنية، ونتيجة لذلك، نقح، وحدد الشروط التي تتطلب اتخاذ إجراءات من جانب هيئة مكافحة الإغراق ولجنة مكافحة الإغراق ولجنة مكافحة الإغراق ولجنة مكافحة الإغراق. بالإضافة إلى ذلك، للحفاظ على قابلية النقل الوطنية، كان لا بد من التصديق على الاقتراح من قبل جميع السلطات التنظيمية العشرة.
وخلال عام 1996، أكدت هيئة مكافحة الإغراق ولجنة مكافحة الإغراق ولجنة مكافحة الإغراق أن التغييرات المطلوبة ستجري. تم تمرير الاقتراح لاحقا من قبل المعهد الوطني للديمقراطية في الاجتماع السنوي لشهر نوفمبر 1996 وتم التصديق عليه من قبل جميع السلطات التنظيمية العشرة.
نتيجة قيام لجنة اعتماد طب الأسنان بإجراء التغييرات المطلوبة على إجراءات الاعتماد الخاصة بها، بما في ذلك إضافة ممثلين عن مجلس التراخيص الحكومي والوطني إلى جميع فرق مسح الموقع، وتدوين العلاقة بين لجنة اعتماد طب الأسنان ولجنة اعتماد طب الأسنان التي تضمن التمثيل الرسمي والمشاركة في عملية كل منهما، وتحديد قياس النتائج المطلوب على غرار عملية مراجعة النتائج السريرية (CORE) الخاصة بمركز تقييم نتائج طب الأسنان. وتمكن المعهد من التحقق من أن عمليتي اعتماد لجنة التنسيق الإدارية ووكالة مكافحة الإغراق متكافئتان. لذلك، اعتبارا من 1 يناير 1997، كان خريجو كل من برامج طب الأسنان الجامعية المعتمدة في الولايات المتحدة وكندا يعتبرون "خريجين معتمدين". للحصول على الشهادة، يجب على هؤلاء الخريجين اجتياز الامتحانات الكتابية وامتحانات منظمة الأمن والتعاون في أوروبا خلال فترة زمنية محددة.
حتى 31 ديسمبر 1999، تم منح خريجي البرامج المعتمدة الذين لم يكملوا بنجاح الامتحانات الكتابية وامتحانات منظمة الأمن والتعاون في أوروبا في غضون 7 سنوات من التخرج شهادة من قبل المجلس بعد الانتهاء بنجاح من امتحان شهادة خريجي برامج طب الأسنان غير المعتمدة التي أنشأها المجلس.
بعد 1 يناير 2000، كان خريجو برامج طب الأسنان المعتمدة الذين لم يكملوا بنجاح الامتحانات الكتابية ومنظمة الأمن والتعاون في أوروبا في غضون 7 سنوات من التخرج مؤهلين للحصول على شهادة المجلس من خلال إكمال برنامج مؤهل بنجاح ثم إكمال الامتحانات الكتابية ومنظمة الأمن والتعاون في أوروبا بنجاح.
نتيجة للمشاورات الواسعة خلال عملية التخطيط الاستراتيجي في عام 2003، قام مجلس الإدارة بمراجعة "قاعدة 7 سنوات" وسمح لخريجي البرامج المعتمدة الذين تجاوزوا أكثر من 60 شهرا من تاريخ تخرجهم بالتقدم بطلب للحصول على اعتبار خاص للمشاركة في عملية اعتماد المجلس. وفي عام 2003 أيضا، وضع المجلس حدا لعدد المرات التي يمكن فيها للمرشح أن يجتاز امتحانا، وأضاف مراقبا رسميا.
منذ التغييرات في عملية إصدار الشهادات لخريجي برامج طب الأسنان غير المعتمدة في عام 1996، كانت اللجنة التنفيذية للمجلس الوطني لفحص الأسنان في كندا (NDEB) تراقب النتائج باستمرار.
أدخلت تغييرات 1996 برامج إكمال التأهيل / الدرجة لمدة عامين. لجنة اعتماد طب الأسنان في كندا (CDAC) معايير لبرامج التأهيل/درجة الانتهاء المطلوبة في البداية أن تكون هذه البرامج سنتين دراسيتين في الطول. في الوقت الحاضر، يتم قبول حوالي 80 طالبا في هذه البرامج كل عام. هذه البرامج تعمل بشكل جيد للغاية، تقرير الكليات أن كل طالب تقريبا يتطلب كامل 2 سنوات في البرامج لتلبية المعايير الوطنية. ومع ذلك، فقد تم الإبلاغ عن وجود عدد قليل من الطلاب الذين ربما لم يكونوا بحاجة إلى سنتين كاملة.
في عام 2001، لتوفير المزيد من المرونة، طلب المعهد الوطني للأسنان واتحاد هيئة تنظيم الأسنان الكندية (CDRAF) من كداك تغيير المعايير للسماح للطالب لإثبات الكفاءة في وقت أقصر. على الرغم من أن كداك تعديل المعايير، والبرامج المؤهلة تجد صعوبة في تقييم مرض الطلاب حتى الانتهاء تقريبا من البرامج. بالإضافة إلى ذلك، اعتبارا من عام 2006، انتقلت جميع كليات طب الأسنان في كندا إلى برامج إكمال الشهادات التي، بسبب تنظيم الجامعة، لديها متطلبات الإقامة لمدة سنتين.
وفي الوقت الحالي، بدأ المركز عملية إصدار الشهادات لخريجي برامج تخصص طب الأسنان غير المعتمدة، وقد أشارت العديد من السلطات التنظيمية لطب الأسنان في المقاطعات إلى الحاجة إلى تطوير عملية بديلة لإصدار الشهادات لأطباء الأسنان العامين.

## هيكل الفحص

### الامتحان التحريري
يتكون الامتحان التحريري من ورقتين، تحتوي كل منهما على 100 سؤال من نوع الاختيار من متعدد. يتم إعطاء كل ورقة في جلسة امتحان لمدة ساعتين. وتعقد الجلسات في الصباح وبعد الظهر من يوم واحد. يختبر جزء من الامتحان التحريري العلوم الأساسية بينما يختبر الجزء الآخر العلوم السريرية.
يشبه جزء العلوم الأساسية الجزء الأول من مجلس طب الأسنان الوطني في كندا في الولايات المتحدة.

### الفحص السريري المنظم الموضوعي (OSCE)
إن الفحص السريري المنظم الموضوعي عبارة عن فحص لنوع الحالة (يُعرف أيضًا باسم نوع "bell-ringer").
غالبية الحالات لديها سؤالان وتطلب من المرشح مراجعة المعلومات المقدمة (مثل تاريخ الحالة والصور الفوتوغرافية والصور الأشعاعية والقوالب والنماذج) والإجابة على أسئلة نوع المطابقة الممتدة. يحتوي كل سؤال من نوع المطابقة الممتدة على ما يصل إلى 15 خيارا للإجابة وإجابة صحيحة واحدة أو أكثر. قد تطلب بعض الحالات من المرشح مراجعة المعلومات المقدمة وكتابة وصفة طبية مقبولة لدواء يوصف عادة من قبل أطباء الأسنان العامين في كندا.
لدى المرشحين خمس دقائق في كل حالة للإجابة على الأسئلة، وبعد ذلك ينتقلون إلى الحالة التالية.

## الامتحان الحالي
مواعيد دورة الامتحان الحالية هي السبت والأحد في مارس ويونيو وديسمبر. يتم إجراء الامتحان في يومين متتاليين؛ القسم المكتوب يوم السبت ومنظمة الأمن والتعاون في أوروبا يوم الأحد. يمكن عادة إجراء تسهيلات للمرشحين الذين لديهم ملاحظات دينية متضاربة. بالنسبة للمرشحين الذين يحتفلون بالسبت، يمكن إجراء الامتحان التحريري يوم الجمعة. الرسوم الحالية للامتحان هي 2800 دولار كندي. بمجرد تأكيد التخرج من كلية طب الأسنان المعتمدة، يرسل المعهد الوطني لطب الأسنان شهادة رسمية للمرشحين الناجحين، والتي تستخدم بدورها للتقدم إلى المقاطعات والأقاليم الفردية للترخيص.

## روابط خارجية
- المعهد الوطني للأسنان
- الجمعية الكندية لطب الأسنان
- فحص الأسنان الأمريكي